# Park Narodowy Oxley Wild Rivers
Oxley Wild Rivers (Oxley Wild Rivers National Park) – park narodowy położony w stanie Nowa Południowa Walia w Australii, około 20 km na wschód od miasta Walcha i 160 km na zachód od Port Macquarie.
Park jest częścią rezerwatu Gondwana Rainforests of Australia, wpisanego na listę światowego dziedzictwa UNESCO.